# تحالف من أجل الديمقراطية والإصلاح
التحالف من أجل الديمقراطية والإصلاح كان ائتلافًا حكوميًا، بين الأحزاب غير الشيوعية، التي تمتلك أغلبية مطلقة في برلمان مولدوفا بعد الانتخابات البرلمانية عام 1998.

## البيئة العامة
في الانتخابات التشريعية التي أجريت في 22 مارس 1998، فاز الحزب الشيوعي في جمهورية مولدوفا بـ40 مقعدًا من إجمالي 101 مقعد في برلمان مولدوفا، ولكن تم خفض النسبة لصالح المعارضة عندما تم تشكيل التحالف من أجل الديمقراطية والإصلاح من خلال اتفاقية مولدوفا بشأن الديمقراطية (26 عضوًا في البرلمان) وحركة من أجل مولدوفا ديمقراطية ومزدهرة (24 عضوًا في البرلمان) وحزب القوى الديمقراطية (11 عضوًا في البرلمان).
وكان من المهم أن يكون السكرتير الأول السابق لـالحزب الشيوعي المولدوفي، بيترو لوسينشي هو رئيس مولدوفا خلال نشاط التحالف من أجل الديمقراطية والإصلاح.

## النشاط
جاء تشكيل حكومة التحالف من أجل الديمقراطية والإصلاح نتيجة لإجراء مفاوضات معقدة، كما أنها أول حكومة ائتلافية في تاريخ جمهورية مولدوفا. وتضمنت هذه الحكومة ممثلين من كل أعضاء الأحزاب السياسية المشتركة في التحالف.
تكون التحالف من أجل الديمقراطية والإصلاح من ثلاثة رؤساء وزارة. واتسم نشاط حكومة أيون سيوبوك الثانية (22 مايو 1998 - 1 فبراير 1999) وحكومة سيرافيم أوريشيان المؤقتة (5-17 فبراير 1999) وحكومة أيون ستورزا (19 فبراير - 9 نوفمبر 1999) بعدم الاستقرار السياسي المتواصل؛ مما منع تنفيذ برنامج إصلاحي متماسك. كذلك، اتسمت السياسة الخارجية بالازدواجية؛ حيث الرغبة في الانتماء إلى رابطة الدول المستقلة (CIS) واتخاذ خطوات تجاه التقارب مع أوروبا الغربية.
صوّتت الجبهة الشعبية الديمقراطية المسيحية مع الحزب الشيوعي على إقالة الحكومة الائتلافية في 9 نوفمبر 1999. وأدت الاعتراضات التي ظهرت داخل التحالف من أجل الديمقراطية والإصلاح، التي تسبب فيها إلى حدٍ ما عدم الرضا عن توزيع المقاعد، إلى حلها وانتصار ساحق لـالحزب الشيوعي في الانتخابات البرلمانية في عام 2001.
وفي العقد التالي، استغل الحزب الشيوعي بنجاح بالغ النشاط غير المتماسك للتحالف من أجل الديمقراطية والإصلاح في تشويه أي شكل من أشكال التحالف السياسي الذي يتم تشكيله بدون مشاركة الحزب الشيوعي. وانتقادات الحزب لـالتحالف من أجل التكامل الأوروبي مثال جيد على ذلك.

## وصلات خارجية
- Governments Take Hard Hits to Qualify for World Bank Loans